# Miss België 2015
Miss België 2016 was de 47ste editie van Miss België die op 10 januari 2015 werd gehouden in Plopsa Theater in De Panne, België. De winnaar, Annelies Törös uit de provincie Antwerpen, werd gekroond, en volgde daarmee titelhouder, Laurence Langen (Miss België 2014) op. Torös vertegenwoordigde België op Miss Universe 2015, waar ze een top 15 notering haalde.

## Winnaar en runners-ups
| Eind resultaat   | deelnemer |
| ---------------- | --- |
| Miss België 2016 | - Antwerpen - Annelies Törös |
| 1e runner-up     | - West-Vlaanderen - Leylah Alliët |
| 2e runner-up     | - West-Vlaanderen - Charlotte Vanbiervliet |
| 3e runner-up     | - West-Vlaanderen - Michèle Roelens |
| 4e runner-up     | - Waals-Brabant - Malissia Sirica |
| 5e runner-up     | - Oost-Vlaanderen - Nina De Baecke |
| Top 12           | - Antwerpen - Aurélie Hendrickx - Antwerpen - Titsia Brabants - Brussel - Stephanie Bola - Henegouwen - Valentine Cesarone - Oost-Vlaanderen - Kawtar Riahi Idrissi |

## Prijzen
| Prijs             | deelnemer                                  |
| ----------------- | ------------------------------------------ |
| Miss Beach        | - West-Vlaanderen - Charlotte Vanbiervliet |
| Miss Charity      | - West-Vlaanderen - Michèle Roelens        |
| Miss Sport        | - Antwerpen - Xhulia Mucaj                 |
| Miss Social Media | - Antwerpen - Titsia Brabants              |
| Miss Model        | - Brussel - Stephanie Bola                 |
| Miss Congeniality | - Oost-Vlaanderen - Kawtar Riahi Idrissi   |
| Miss Talent       | - Henegouwen - Valentine Cesarone          |
| Miss Elegance     | - Antwerpen - Titsia Brabants              |

## Internationale competitie
- Annelies Torös, Miss België 2015, eindigde in de top 15 van Miss Universe 2015.

## Juryleden
De juryleden van Miss België 2015 waren:
- Darline Devos - Voorzitter Comité Miss België
- Axel Hirsoux - Belgische kandidaat Eurovisiesongfestival 2014
- Virginie Claes - Miss België 2006
- Annelien Coorevits - Miss België 2007
- Daniel Dedave - Belgische fotograaf
- Barbara Gandolfi - Model, onderneemster

1928 · 1929 · 1930 · 1931 · 1932 · 1933 · 1934 · 1935 · 1936 · 1937 · 1938 · 1939 · 1940–1945 · 1946 · 1947 · 1948 · 1949 · 1950 · 1951 · 1952 · 1953 · 1954 · 1955 · 1956 · 1957 · 1958 · 1959 · 1960 · 1961 · 1962 · 1963 · 1964 · 1965 · 1966 · 1967 · 1968 · 1969 · 1970 · 1971 · 1972 · 1973 · 1974 · 1975 · 1976 · 1977 · 1978 · 1979 · 1980 · 1981 · 1982 · 1983 · 1984 · 1985 · 1986 · 1987 · 1988 · 1989 · 1990 · 1991 · 1992 · 1993 · 1994 · 1995 · 1996 · 1997 · 1998 · 1999 · 2000 · 2001 · 2002 · 2003 · 2004 · 2005 · 2006 · 2007 · 2008 · 2009 · 2010 · 2011 · 2012 · 2013 · 2014 · 2015 · 2016 · 2017 · 2018 · 2019 · 2020  · 2021 · 2022 · 2023 · 2024 · 2025